# Myeongseong
Myeongseong (koreanisch 명성, * 19. Oktober 1851 in Neunghyeon-dong, Yeoju, Gyeonggi-do, Joseon; † 8. Oktober 1895 im Gyeongbokgung-Palast in Hanseong, Joseon) war Königin und Frau des 26. Königs der Joseon-Dynastie, König Gojong.
Sie war die letzte Königin der Joseon-Dynastie und auch als Königin Min (민) bekannt. Posthum bekam sie den Titel Kaiserin des Daehan-Kaiserreichs verliehen und wurde Myeongseong Hwanghu (명성황후, 明成皇后) genannt.

## Frühes Leben
Myeongseong wurde am 19. Oktober 1851 in Neunghyeon-dong (능현동), Yeoju, Gyeonggi-do, Joseon geboren, wo sie bis zu ihrem 8. Lebensjahr lebte. Ihr Vater war Min Chirok (민치록), ein früherer Premierminister des Joseon-Reiches. Ihre Mutter hieß Hanchang (한창) und stammte aus dem Yi-Klan. Ihr Geburtshaus wurde 1687 für den Schwiegervater König Gojongs, Min Yu-joong (민유조옹), erbaut. Nachdem ihre Eltern gestorben waren, wuchs sie ab ihrem 8. Lebensjahr in ärmlichen Verhältnissen auf, in denen ihr Familienklan seinerzeit lebte. Sie galt als intelligent und las klassische chinesische Literatur. In einigen Darstellungen soll ihr Geburtsname mit Cha Young angegeben sein, worüber es aber keine offiziellen Bestätigungen gibt.
Aufgrund einer Empfehlung von König Gojongs Mutter wurde Myeongseong auf Anordnung seines Vaters Heungseon Daewongun als Ehefrau des Königs ausgesucht. Er war zu dieser Zeit erst 13 Jahre und sie 14 Jahre alt. Die Wahl fiel auf Myeongseong, weil Heungseon Daewongun annahm, dass sie und ihre Familie weniger Einfluss auf den Königshof nehmen würden, als bei der Wahl einer Tochter aus einem mächtigeren Familienklan zu erwarten war. Die Hochzeit des Paares fand entsprechend dem Mondkalender am 20. März 1866 im Changdeokgung-Palast in Hanseong statt.

## Einfluss als Königin
Die Rechnung von Gojongs Vater ging nicht auf. Spätestens seit 1873, als König Gojong seinen Vater entmachtete und die Regierung übernahm, war klar, dass Myeongseong als Königin mehr Macht und Einfluss am Hof und auf ihren Gemahl hatte, als Heungseon Daewongun ertragen konnte. Zwischen beiden entstand eine tiefe gegenseitige Abneigung. Myeongseong knüpfte einflussreiche Verbindungen, bekam Unterstützung durch ihren Familienklan und konnte so eine starke Opposition zu den Unterstützern von Heungseon Daewongun bilden. Da sie eher russlandfreundlich ausgerichtet war, suchte Heungseon Daewongun Unterstützung im japanischen Kaiserreich. Königin Myeongseong stieg in kurzer Zeit zur einflussreichsten Königin auf, die die Joseon-Dynastie bis dahin gesehen hatte, und dominierte die Politik, die sich gegen den Einfluss Japans auf Joseon richtete.
Über Königin Myeongseongs Charakter gab es viele Gerüchte, die zum Teil auch im Ausland verbreitet wurden. In einem Artikel der Londoner  Westminster Gazette, den die New York Times am 10. November 1895, einen Monat nach Myeongseongs Ermordung, nachdruckte, wurden ihr Ämterhandel und Unterdrückung vorgeworfen, so dass sie in ständiger Furcht vor einem Attentat gelebt habe. Sie habe mehrere Schlafzimmer besessen, die sie abwechselnd zufällig benutzte, um einem möglichen Anschlag zu entgehen, und eine Falltür habe von ihrem Schlafzimmer in einen Raum mit einem ständig bereitstehenden Fluchtfahrzeug geführt. Ihren Mann, König Gojong, habe sie mit eiserner Hand regiert. In der Tat hatte sie großen Einfluss auf ihren Mann, und sie hatte mächtige Feinde, was aber wohl eher auf ihre anti-japanische Haltung zurückzuführen war.

## Ermordung
Am Morgen des 8. Oktober 1895 drangen japanische Soldaten und koreanische Kollaborateure in den Gyeongbokgung-Palast ein und töteten Königin Myeongseong, zwei ihrer Hofdamen und einen Hofbeamten. Die Mörder übergossen ihren Leichnam mit Benzin und verbrannten ihn. König Gojong und sein Sohn wurden gefangen genommen und im Palast festgesetzt. Ein neuer Premierminister wurde von den japanischen Besatzern installiert, der dann sukzessive ein pro-japanisches Kabinett bildete. Es wurde vermutet, dass der japanische Gesandte in Korea, Miura Gorō, und ihr Schwiegervater Heungseon Daewongun die Ermordung veranlasst hätten.
Myeongseong wurde als Kaiserin zunächst im Grabmal Hongneung (홍릉) in Hanseong beerdigt. Nachdem König Gojong verstorben war, fand sie mit ihm zusammen im Grabmal Yureung (유릉) ihre letzte Ruhestätte.

## Posthum verliehener Titel
Der ihr posthum verliehene Titel lautete in seiner vollen Länge: Hyoja Weonseong Jonghwa Hapcheon Honggong Seongdeok Jehwiyeol Mokmyeongseong Taehwanghu (효자원성정화합천홍공성덕제휘열목명성태황후, 孝慈元聖正化合天洪功誠德齊徽烈穆明成太皇后).